# Poggio San Vicino
Poggio San Vicino é uma comuna italiana da região dos Marche, província de Macerata, com cerca de 303 habitantes. Estende-se por uma área de 12 km², tendo uma densidade populacional de 25 hab/km². Faz fronteira com Apiro, Cerreto d'Esi (AN), Fabriano (AN), Matelica, Serra San Quirico (AN).

## Demografia
| Variação demográfica do município entre 1861 e 2011                               |
|                                                                                   |
| Fonte: Istituto Nazionale di Statistica (ISTAT) - Elaboração gráfica da Wikipedia |